# 田阪登紀夫
田阪 登紀夫（たさか ときお 1947年9月4日- ）は京都府京都市出身の卓球選手、体育学者。2018年3月、退職。同志社大学スポーツ健康科学部教授。

## 経歴
東山高校で今井良春（東山高校卓球部を45年間指導して7回インターハイを制した。）の指導を受けて、1965年にインターハイのシングルスで優勝、その後早稲田大学社会科学部に進学、卒業後は青卓会に所属した。
1968年、長谷川信彦とのペアでアジア選手権大会の男子ダブルスで優勝、翌年から世界卓球選手権の日本代表となり、1969年第30回世界卓球選手権ミュンヘン大会のシングルスで銅メダル、ダブルスで長谷川信彦とのペアで銀メダルを獲得（この大会で優勝した団体は長谷川信彦、河野満、伊藤繁雄、井上哲夫、笠井賢二がメンバーであった。）。1971年の第31回世界卓球選手権名古屋大会で団体銀メダル（長谷川、伊藤、河野、田阪、井上）、長谷川信彦とのペアで銅メダル、1973年の第32回世界卓球選手権サラエボ大会で団体銅メダル（長谷川、河野、田阪、今野裕二郎、高島規郎）、1977年の第34回世界卓球選手権バーミンガム大会で団体銀メダル（河野、田阪、高島、井上、前原正浩）、混合ダブルスで横田幸子とのペアで銀メダルを獲得した。
全日本卓球選手権大会でも今野裕二郎とのペアで1973年、1974年と男子ダブルスを制した。
1970年に早稲田大学社会科学部を卒業し、1983年大阪体育大学体育学部体育学科を卒業した。
現役引退後は指導者として国民体育大会で3度優勝、同志社大学卓球部監督を務めたこともある。
スキー指導も行っており、クロスカントリースキーに関連した論文も書いている。

## 所属学会
- 日本体力医学会
- 日本体育学会
- 日本生理学会